# Chestnut Street Incident
| Recensione                        | Giudizio |
| --------------------------------- | -------- |
| AllMusic                          |          |
| The New Rolling Stone Album Guide | [ 5 ]    |
| Dizionario del Pop-Rock           | [ 6 ]    |
| 24.000 dischi                     | [ 7 ]    |

Chestnut Street Incident è il primo album discografico in studio del cantante statunitense John Mellencamp (ai tempi conosciuto come Johnny Cougar), pubblicato nell'ottobre del 1976.

## Tracce

### LP
Lato A
1. American Dream – 2:15 (Johnny Cougar)
2. Oh, Pretty Woman – 2:52 (Roy Orbison, Bill Dees)
3. Jailhouse Rock – 2:10 (Jerry Leiber, Mike Stoller)
4. Dream Killin' Town – 3:17 (Johnny Cougar, George Green)
5. Supergirl – 2:37 (Aldo Legui, Bob Marcus)
6. Chestnut Street – 3:04 (Johnny Cougar)

Lato B
1. Good Girls – 3:07 (Johnny Cougar)
2. Do You Believe in Magic – 2:36 (John B. Sebastian)
3. Twentieth Century Fox – 2:05 (The Doors)
4. Chestnut Street Revisited – 5:14 (Johnny Cougar)
5. Sad Lady – 3:25 (Johnny Cougar, George Green)

### CD
Edizione CD del 1998, pubblicato dalla Original Masters Records (1 5513 2)
1. American Dream – 2:21 (Johnny Cougar)
2. Oh Pretty Woman – 2:54 (Roy Orbison, Bill Dees)
3. Jailhouse Rock – 2:11 (Jerry Leiber, Mike Stoller)
4. Dream Killing Town – 3:20 (Johnny Cougar, George Green)
5. Supergirl – 2:37 (Aldo Legui, Bob Marcus)
6. Chestnut Street – 3:18 (Johnny Cougar)
7. Good Girls – 3:09 (Johnny Cougar)
8. Do You Believe in Magic – 2:38 (John B. Sebastian)
9. Twentieth Century Fox – 2:14 (The Doors)
10. Chestnut Street Revisited – 5:22 (Johnny Cougar)
11. Sad Lady – 3:26 (Johnny Cougar, George Green)
12. Hit the Road Jack – 2:32 (Percy Mayfield) – Traccia bonus
13. I Need Somebody – 3:43 (Iggy Pop, James Williamson) – Traccia bonus

## Musicisti
- Johnny Cougar - voce, accompagnamento vocale-cori
- Mike Boyer - chitarra
- Richard Kelly - chitarra
- David Parman - chitarra, basso, percussioni, accompagnamento vocale-cori
- Mike Ronson - chitarra
- Mike Wanchic - chitarra
- David Mansfield - chitarra steel, mandolino, violini
- Michael Kamen - tastiere
- Steve Linderman - tastiere
- Tom Wince - tastiere, chimes
- Wayne Hall - sassofono
- Kirk Butler - sintetizzatore moog, percussioni
- Bill Bergman - batteria, percussioni
- Jenny Delpree - batteria
- Hilly J. Michaels - batteria
- Skateland Girls - small talk

Note aggiuntive
- Tony Defries - produttore
- James J. C. Andrews - co-produttore
- Registrazioni effettuate al: Gilloy Sound di Bloomington (Indiana); Hit Factory e Record Plant di New York City, New York
- Kirk Butler e Bruce Targesen - ingegneri delle registrazioni
- David Parman - arrangiamenti (eccetto brani: Chestnut Street e Chestnut Street Revisited)
- Tony Defries - arrangiamento (solo nel brano: Chestnut Street)
- Johnny Cougar - arrangiamento (solo nel brano: Chestnut Street Revisited)
- James J. C. Andrews - foto copertina album
- Nail Terk & Co. - design copertina album
- Leonardo De Vega - make-up copertina album[8]